# アン・ウィルソン
アン・ウィルソン（Ann Wilson、1950年6月19日 - ）は、アメリカ合衆国の女性シンガーソングライター。ロック・バンド、ハートのリード・ボーカル。妹のナンシー・ウィルソンは同じハートのギターを担当している。

## 来歴
カリフォルニア州サンディエゴ生まれ。父は海兵隊の大佐であった。その後、シアトル郊外のベルビューに移住。1974年にハートを結成。リード・ボーカルを担当。
2023年1月5日、米ザ・レコーディング・アカデミーにより、妹のナンシー・ウィルソンと共にグラミー賞生涯業績賞の受賞が発表された。
2024年、がん罹患を発表。

## ディスコグラフィ

### スタジオ・アルバム
- 『ホープ&グローリー』 - Hope & Glory (2017年)
- Immortal (2018年)
- 『フィアス・ブリス』 - Fierce Bliss (2022年)
- Another Door (2023年)

### EP
- The Ann Wilson Thing! #1 (2015年)
- The Ann Wilson Thing! #2 - Focus (2016年)

### シングル
- "Standin' Watchin' You" (1969年) ※with The Daybreaks
- "Through Eyes and Glass" (1969年) ※with The Daybreaks
- 「ストレンジャーズ」 - "Strangers" (1982年) ※with ランディ・マイズナー
- 「パラダイス～愛のテーマ」 - "Almost Paradise... (Love Theme From Footloose)" (1984年) ※with マイク・レノ
- 「ベスト・マン・イン・ザ・ワールド」 - "The Best Man In The World" (1986年)
- 「サレンダー・トゥ・ミー」 - "Surrender to Me" (1988年) ※with ロビン・ザンダー
- "The Revolution Starts Now!" (2020年)
- "Tender Heart" (2021年)
- "The Hammer" (2021年)
- "Black Wing" (2021年)
- "Greed" (2022年)